# 九六式水上偵察機
愛知 E10A1 九六式水上偵察機
- 用途：偵察機
- 分類：水上偵察機
- 設計者：愛知航空機
- 製造者：愛知航空機
- 運用者： 大日本帝国海軍
- 生産数：15機

九六式水上偵察機（きゅうろくしき すいじょう ていさつき）とは愛知航空機が開発し、昭和11年に制式採用された日本海軍の飛行艇である。略符号は「E10A1」。連合軍コードネームは"Hank"。
夜間偵察や着弾観測を専門に行う目的で制式採用された最初の機体であったが、構造等が旧式であったことから、採用後、すぐに後継機の開発が進められることとなり、生産機数は少ない。

## 概要
夜間における艦隊戦闘時に偵察や着弾観測、連絡を行う機体の必要性を感じていた日本海軍は、1931年（昭和6年）から、この任務専門に行う、長時間の低速飛行が可能な機体の開発を行っていた。海軍は1934年（昭和9年）に「九試夜間水上偵察機」の試作を愛知航空機と川西航空機に指示。愛知では、複葉式の小型飛行艇に推進式の液冷エンジンを装備した機体（AB-12）を設計し、単翼のAB-12G案との比較を経て、昭和9年12月にE10A1として試作第1号機を完成させた。川西機（E10K1）との比較審査でも性能的に勝っていたため、1936年（昭和11年）8月に、九六式水上偵察機として制式採用された。一方川西の機体は、不採用となり試作名称九試夜間水上偵察機から輸送機に転用領収され、九四式輸送機として制式採用された。
九六式水上偵察機は主に水雷戦隊旗艦の軽巡洋艦に搭載されたが、機体構造が旧式だったことから、採用の2ヵ月後には早くも後継機の試作発注が出された。このため、生産は1937年（昭和12年）で打ち切りとなり、特殊任務故の需要の少なさもあって、生産数は15機という少数に留まった。支那事変（日中戦争）の末期に九八式水上偵察機が就役すると、実戦部隊からは引き上げられたが、その後、機体を改造され、輸送機として利用された。
なお、輸送機改造後の名称を九六式輸送機とする書物や、川西十一試特殊水上偵察機の改造機を九六式輸送機とした書物があるが、海軍で運用する機体の名称を公式に定めた文書である内令兵『航空機の名称』では「九六式水上偵察機を輸送機に改造せるもの」が「九六式輸送機」であるとしている。　

## スペック
- 全長： 11.21m
- 全幅： 15.50m
- 全高： 4.50m
- 主翼面積： 46.4m2
- 全装備重量： 3,300kg
- 最高速度： 206km/h
- 乗員： 3名
- 発動機： 愛知九一式水冷W型12気筒　650hp
- 航続距離： 1,852km / 14.3h
- 武装： 7.7mm（艇首旋回）機銃×1